# 波格米勒派
波格米勒派或博戈米尔派，是十世纪時成立於保加利亞第一帝國的諾斯底主義教派，主要流行於馬其頓與波斯尼亞地區。是反對封建主義與東正教國教化的政治运动的表現。
波格米勒派提出回到早期基督教的呼籲，拒絕教會的層次結構，其主要的政治傾向是反對國家和教會當局。這有助於在巴爾幹地區，逐步擴大在整個拜占庭帝國和後來到達基輔，波斯尼亞和黑塞哥維那，達爾馬提亞，意大利，法國，英國運動迅速蔓延。波格米勒派归属于二元論，他們認為世界不是上帝創造的，而是由一個邪恶魔鬼創造。他們不使用十字架與建立教堂，更喜歡到室外進行儀式。
土耳其人到来後，很多信徒改信伊斯蘭教。